# Giẻ cùi

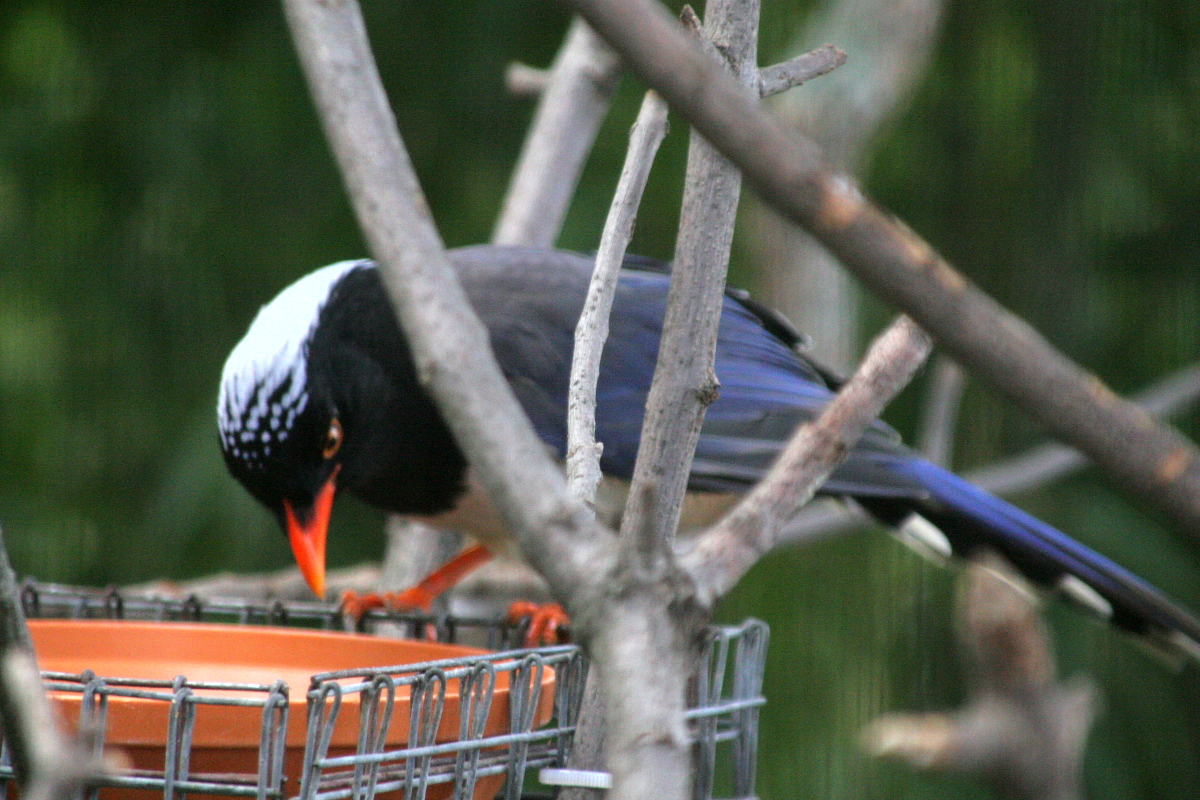
Giẻ cùi

Giẻ cùi (danh pháp khoa học: Urocissa erythroryncha) là một loài chim thuộc họ Quạ. Giẻ cùi có kích thước tương tự như các loài chim giẻ cùi châu Âu khác ở châu Âu nhưng có một cái đuôi dài hơn nhiều, dài nhất trong các loài chim thuộc họ Quạ. Môi trường sống tự nhiên của giẻ cùi là ở những khu vực rừng thưa hoặc cây bụi, thường là gần sông suối. Chúng tìm kiếm thức ăn cả trên cây và trên mặt đất. Loài chim này cũng rất được ưa chuộng nuôi làm chim cảnh do có ngoại hình sặc sỡ rất đẹp mắt.

## Mô tả
Đầu và cổ của chúng màu đen với những chấm màu xanh đốm trên đầu. Vai và lưng màu xanh còn bụng phần dưới màu xám. Đuôi dài màu xanh sáng (như bộ cánh) với những điểm ở cuối lông màu trắng. Điểm đặc biệt ở chúng là cái mỏ màu cam sáng đỏ, chân, bàn chân và vòng quanh mắt cũng đều màu đỏ. Màu đỏ này có thể khác nhau tùy thuộc vào phạm vi sinh sống của chúng, có những nơi chúng gần như là màu vàng. Đuôi của chúng rất dài có màu xanh nhạt với các sọc ngang màu trắng. Chiều dài cơ thể chim trưởng thành vào khoảng 65–68 cm, trọng lượng trung bình ước đạt 196-232 gram.

## Phân bố và chế độ ăn
Giẻ cùi phân bố khá rộng dọc theo các khu vực phía Bắc của tiểu lục địa Ấn Độ phía Tây dãy Himalaya, Myanma, Campuchia, Lào và Việt Nam.
Giẻ cùi ăn các loại côn trùng và động vật nhỏ thông thường, như động vật không xương sống, động vật lưỡng cư và một số loài khác, đôi khi cũng ăn cả trái cây và một số loại hạt. Chúng hay cướp tổ của chim khác để ăn trứng và chim con. Giẻ cùi làm tổ trên cây và bụi cây lớn, tổ của nó tương đối cạn (nông). Thường đẻ từ 3 đến 5 trứng. Chúng rất giỏi bắt chước giọng hót của loài khác nên thanh âm của chúng rất đa dạng và phức tạp, nhưng thường gặp nhất là kiểu kêu một tiếng cao chói như còi hơi hay tiếng sáo.